# Runner (film 2024)
Runner è un film del 2024 diretto da Nicola Barnaba.

## Trama
Quando la sua amante Sonja viene uccisa, Lisa viene incastrata per l'omicidio ed è costretta a scappare e a raccogliere le prove della sua innocenza per essere scagionata.

## Distribuzione
Il film è uscito nelle sale italiane l'8 febbraio 2024, distribuito da Plaion Pictures.

## Promozione
Il primo trailer del film è stato diffuso il 15 gennaio 2024.